# Вантеевская
Ванте́евская — заимка в Боханском районе Иркутской области России. Входит в состав муниципального образования «Каменка». 

## География
Находится на правом берегу реки Иды, в 15 км к востоку от центра сельского поселения, села Каменка, в 23 км к западу от районного центра, посёлка Бохан.

## Население
| 2002 | 2010 | 2011 | 2012 |
| ---- | ---- | ---- | ---- |
| 16   | ↘15  | →15  | →15  |

По данным Всероссийской переписи, в 2010 году на заимке проживало 15 человек (8 мужчин и 7 женщин).